# Brockel
Brockel is een gemeente in de Duitse deelstaat Nedersaksen. De gemeente maakt deel uit van de Samtgemeinde Bothel in het Landkreis Rotenburg (Wümme).
Brockel telt 1.382 inwoners.
De gemeente Brockel bestaat uit het gelijknamige dorp, en verder het 2 km ten zuidoosten van Brockel gelegen landgoed Trochel, waar in het verleden een kasteel gestaan heeft, het 4 km ten zuidoosten van Brockel gelegen gehucht Bellen, en het ten westen van Brockel gelegen gehucht Wensebrock.
Brockel en Wensebrock liggen aan de Bundesstraße 71. Openbaar vervoer is beperkt tot weinig frequente schoolbusdiensten en een belbusservice. Het dichtstbij gelegen spoorwegstation staat te Rotenburg (Wümme).

## Buurgemeentes
- Hemsbünde
- Bothel
- Visselhövede
- Hemslingen
- Scheeßel
- Rotenburg (Wümme)

## Economie, geschiedenis
Zie ook: Samtgemeinde Bothel.
Brockel , dat in de middeleeuwen is ontstaan, was vóór de Reformatie in de 16e eeuw een bedevaartsoord. Verdere informatie over de geschiedenis van het dorp is alleen te verkrijgen, door ter plaatse een informatiebrochure te kopen.
Brockel bestaat van oudsher van de landbouw, die echter na plm. 1970 sterk in betekenis is afgenomen. Belangrijker is het toerisme. Verder wonen in het dorp veel woonforensen, mensen die in een stad in de omgeving een werkkring hebben.

## Bezienswaardigheden, toerisme

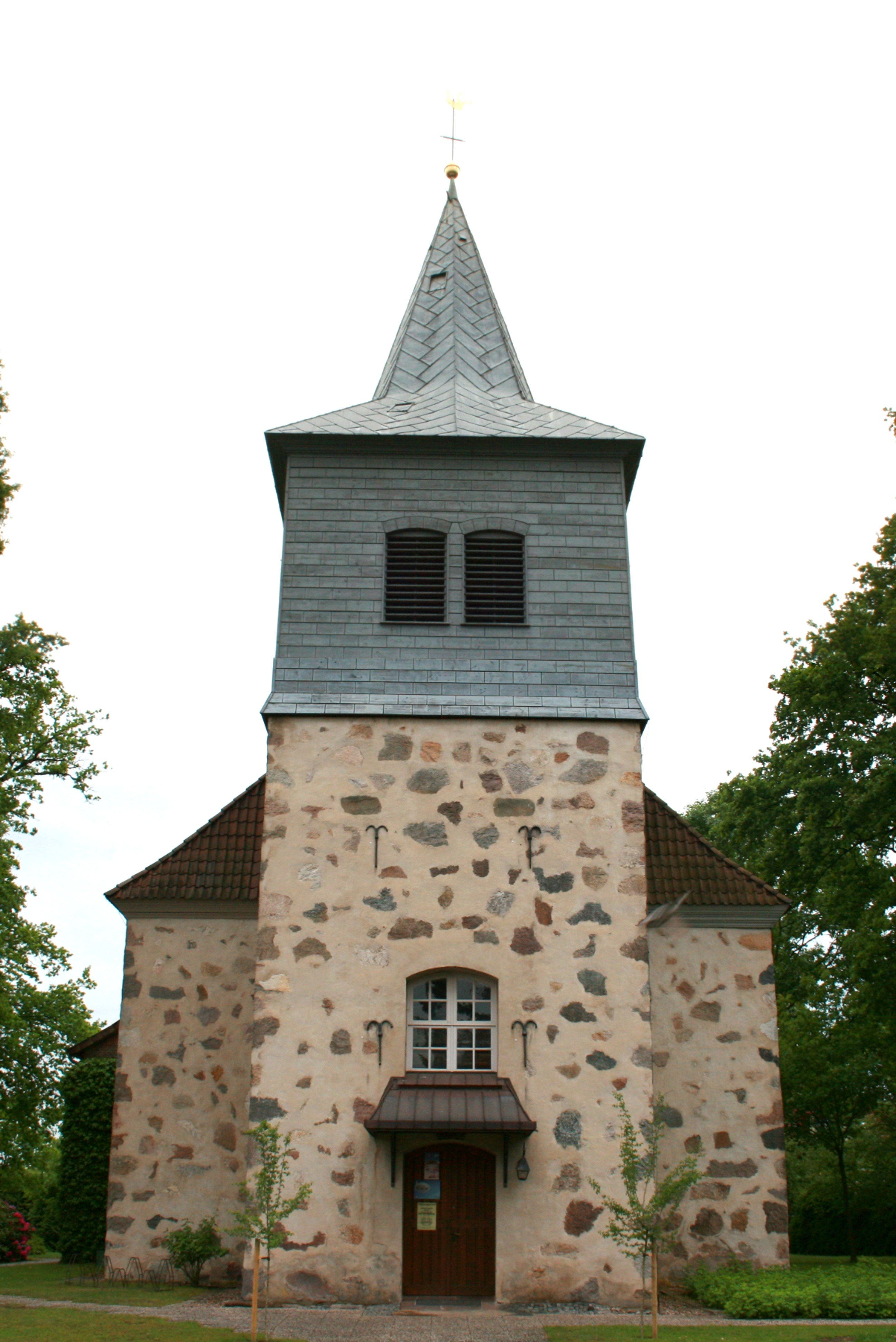
Heilig-Kruiskerk, Brockel
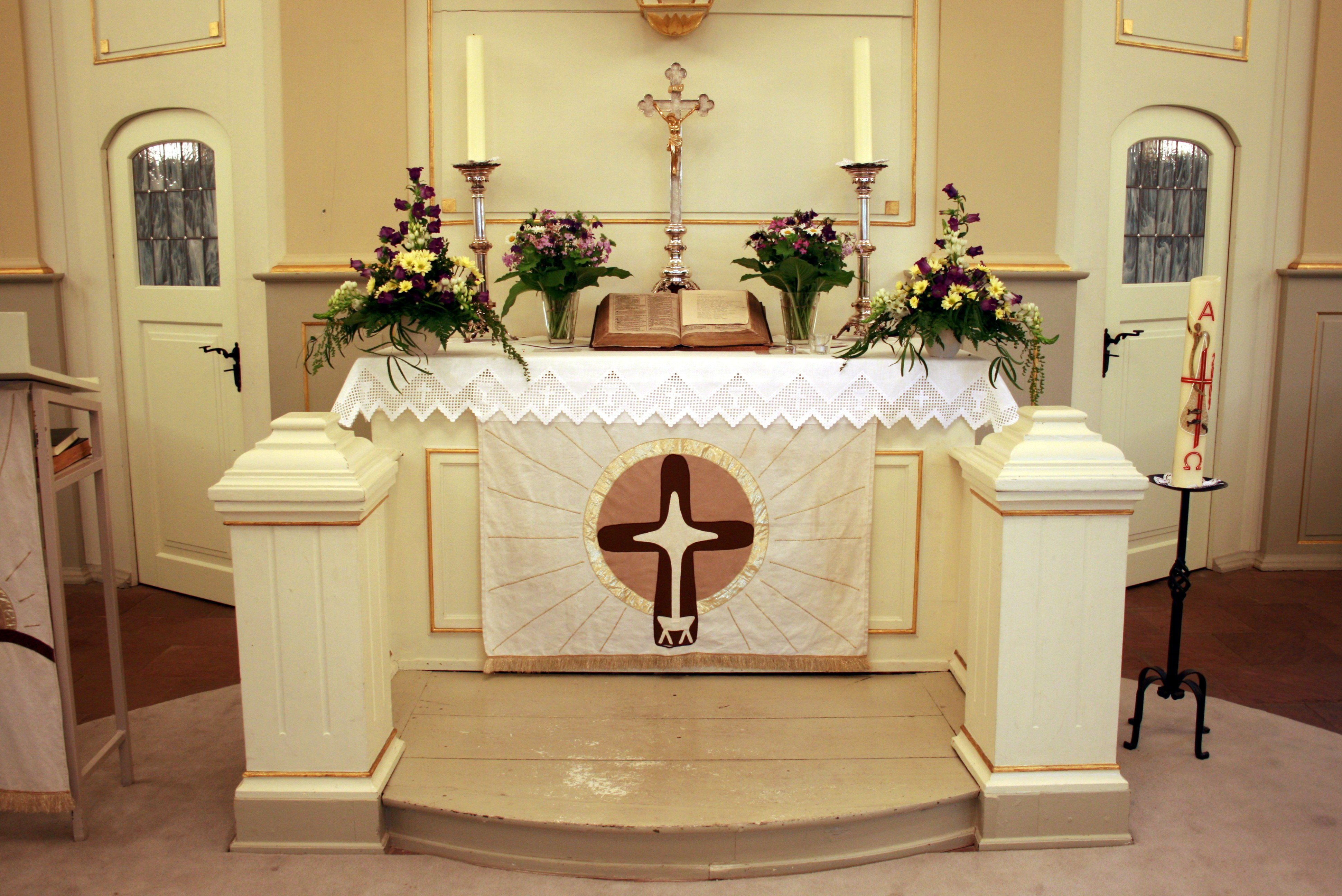
Interieur van deze kerk
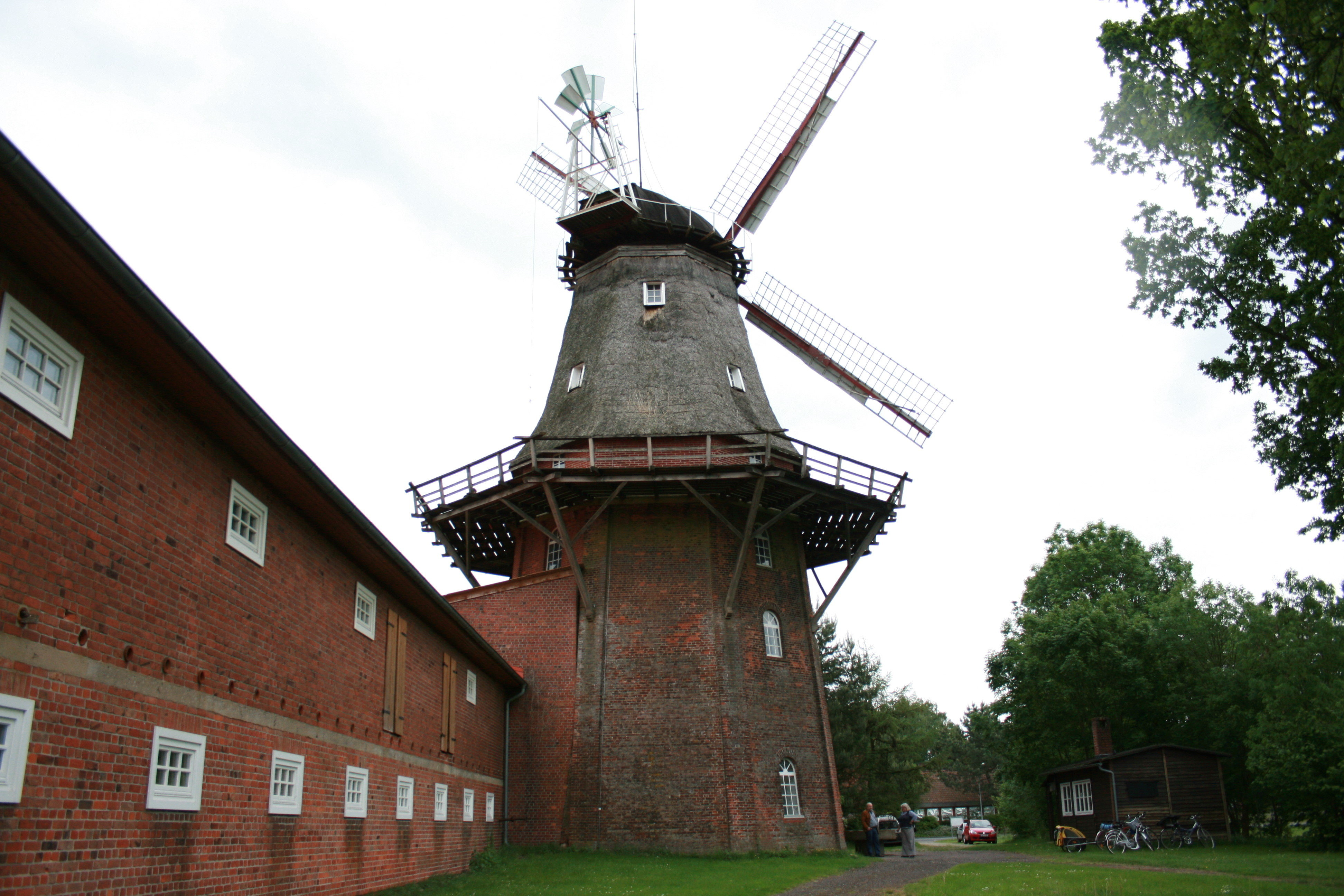
Windmolen van Brockel
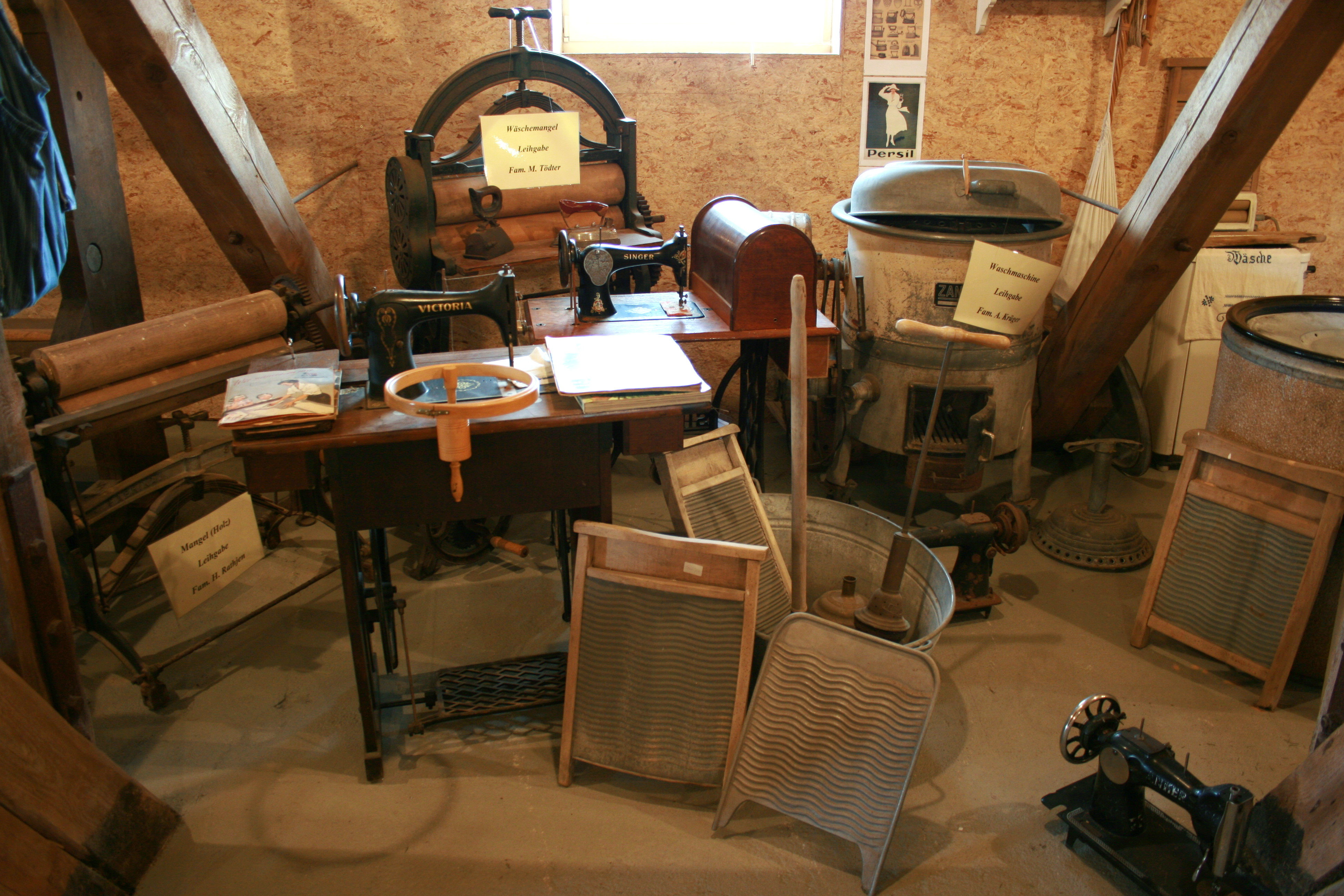
Heimatmuseum in de molen
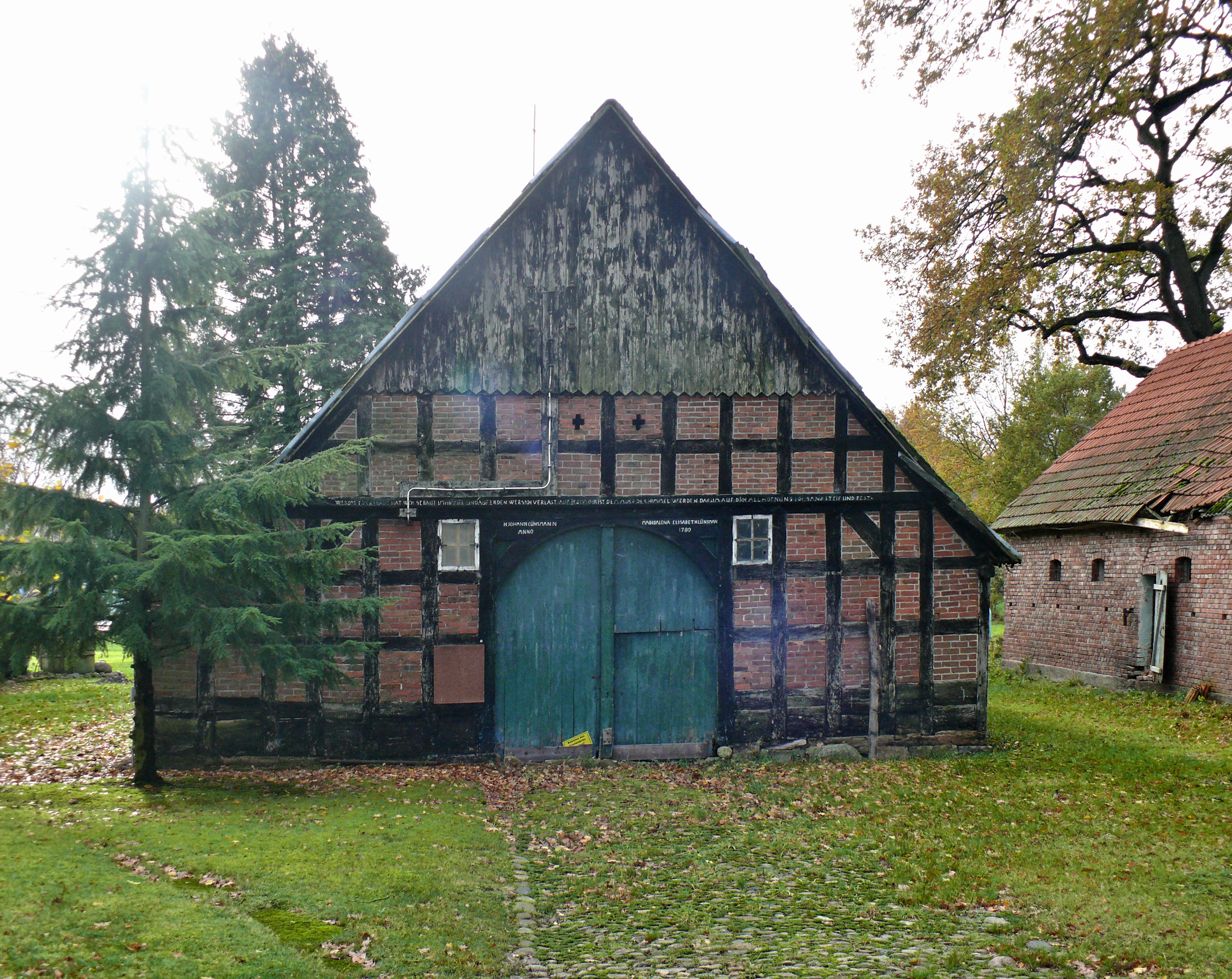
Vakwerkboerderijtje (1780) bij Brockel

- Rondom Brockel, vooral in de oostelijke helft van de gemeente, liggen enige bos- en hoogveengebieden (deels natuurreservaat) waar het goed wandelen is.
- De evangelisch-lutherse Heilig-Kruiskerk te Brockel werd in 1804 op de restanten van een oudere, wegens bouwvalligheid gesloopte kerk gebouwd. Het interieur is in classicistische stijl gemaakt. Het kerkorgel werd in 1869 door de regionaal bekende orgelbouwersfirma Philipp Furtwängler & Zn. gebouwd.
- Andere gebouwen op de monumentenlijst zijn de uit 1860 daterende windmolen, type bovenkruier (met binnen een klein Heimatmuseum), en enkele voor de streek typische vakwerkboerderijtjes.